# Rentless Recurrence
Relentless Recurrence è il terzo album in studio della band black metal taiwanese ChthoniC, pubblicato nel 2002.

## Tracce

### Versione inglese
1. Nemesis – 2:40
2. Onset of Tragedy – 6:32
3. Obituary Tuning – 3:39
4. Grievance, Acheron Poem – 8:35
5. Revert to Mortal Territory – 3:42
6. Funest Demon Born – 2:25
7. Vengeance Arise – 4:30
8. Slaughter in Tri-Territory – 8:07
9. Grab the Soul to Hell – 5:05
10. Relentless Recurrence – 7:16

### Versione cinese (2000)
1. 業 (Ye) – 2:44
2. 悲命格 (Be Ming Ge) – 6:33
3. 恨葬林投 (Hen Zang Lin Tou) – 3:39
4. 冥河冤賦 (Ming He Yuan Fu) – 8:37
5. 返陽救子 (Fan Yang Jiu Zi) – 3:42
6. 厲鬼生 (Li Gui Shen) – 2:26
7. 殺徒 (Sha Tu) – 4:26
8. 恨弒三界 (Hen Shi San Jie) – 8:20
9. 掠魂入閻獄 (Lve Hun Ru Yan Yu) – 8:12
10. 永劫輪迴 (hidden track) – 8:10

## Formazione
- Freddy Lim - voce solista, erhu
- Jesse Liu - chitarra, cori
- Doris Yeh - basso, cori
- Vivien - tastiere
- A-Jay - batteria